# Phong cảnh Trời chập tối

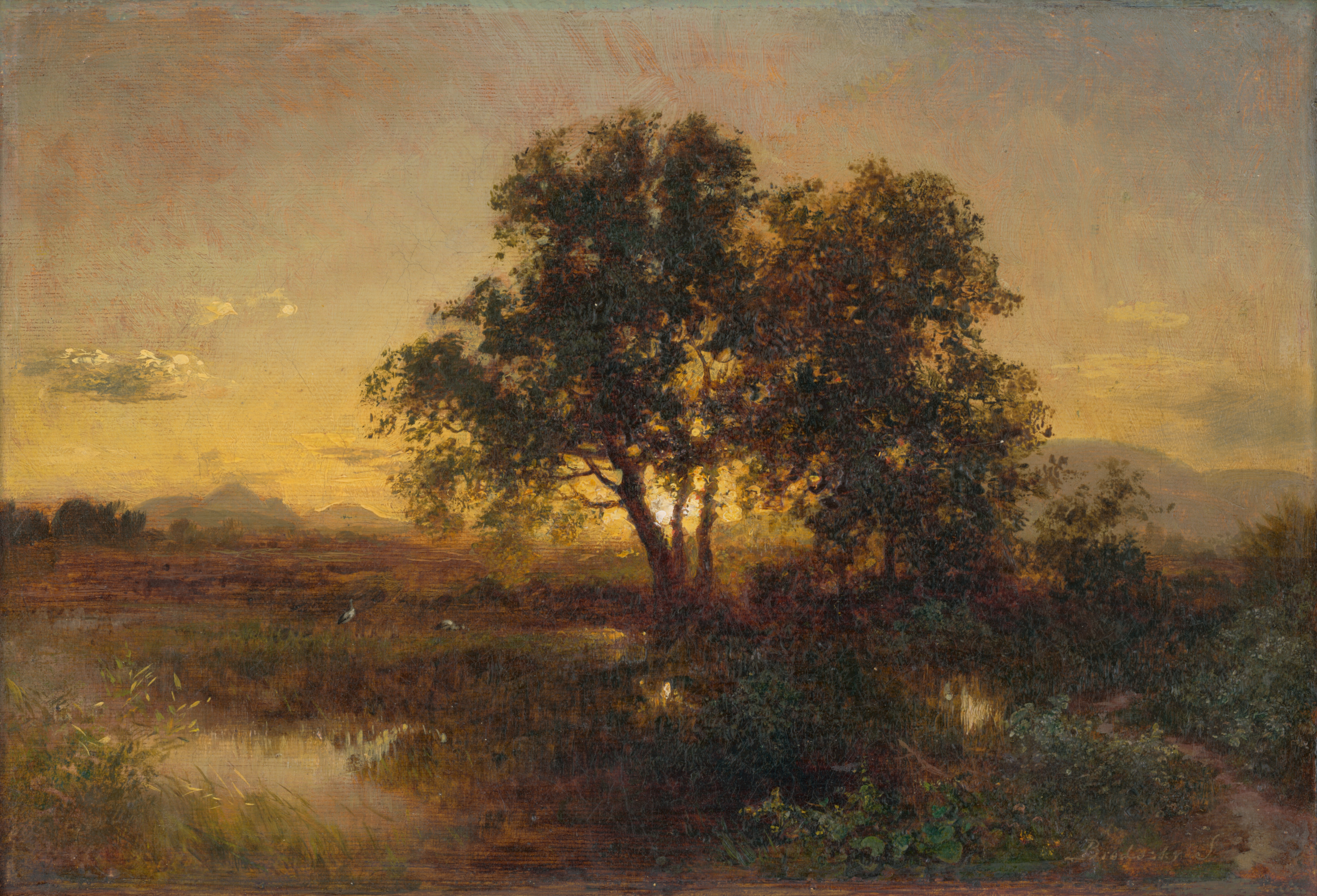
Bức Phong cảnh Trời chập tối

Phong cảnh Trời chập tối (tiếng Hungary: Kora esti táj) là bức tranh của nghệ sĩ Hungary Sándor Brodszky sáng tác vào khoảng năm 1850.

## Mô tả
Bức tranh có chất liệu sơn dầu trên vải toan, kích thước 23 x 33,3 cm.
Bức tranh là một phần của bộ sưu tập của Phòng trưng bày Quốc gia Slovakia, Bratislava.

## Phân tích
Họa sĩ phong cảnh Hungary Sándor Brodszky và họa sĩ phong cảnh Antal Ligeti có chung một niềm đam mê khắc họa phong cảnh Hungary theo phong cách lãng mạn. Sándor Brodszky là cha đẻ của nghệ thuật vẽ tranh phong cảnh Hungary. Ông học tại Học viện Mỹ thuật Viên, Áo và sống tại München năm 1845.
Các bức tranh phong cảnh của Albert Frederick Zimmerman đã ảnh hưởng đến phong cách nghệ thuật Brodszky. Sự am hiểu về khung cảnh nông thôn đã giúp ông có được những nét vẽ đầy sáng tạo.Ông coi trọng yếu tố ánh sáng trong bức tranh phong cảnh. Bức Phong cảnh Trời chập tối là sự kết hợp của ánh sáng với cây cối, điểm xuyết một vài động vật nhỏ ở đằng xa. Trong tác phẩm này, Brodszky tả cây cối vô cùng chi tiết và tỉ mỉ.